# Пчолкіна Тетяна Олександрівна
Тетяна Пчолкіна (Тетяна Олександрівна Іванова) (6 січня 1970, с. Кабаксола, Моркинський район, Марійська АРСР) — марійська письменниця, поет, журналіст, лауреат державної республіканської молодіжної премії імені Олика Іпая Республіки Марій Ел (2002), член Міжнародного союзу письменників (2013).

## Основні твори

### Книги
- Памаш сем: почеламут-влак. Йошкар-Ола: Мар. кн. савыктыш, 1992. 32 лашт.
- Мӧр чурий: почеламут-влак. Йошкар-Ола: Марий Эл республикысе тӱвыра да калык-влак кокласе пашам виктарыше министерстерсве; Республикысе усталык рӱдер; Марий Эл писатель ушем, 1999. 64 лашт.
- Кечын шӱмжӧ: почеламут-влак, поэме. Йошкар-Ола: Марий Эл республикысе тӱвыра да калык-влак кокласе пашам виктарыше министерстве; Республикысе усталык рӱдер. 2001. 56 лашт.
- Корнывожышто вашлиймаш. Йошкар-Ола: Мар. кн. савыктыш, 2008. 87 лашт.
- Ныжыл лийын толам. Йошкар-Ола, 2008. 61 лашт.

### Твори друкувалися в іншому місці
- Почеламут-влак // Марий Эл. 2000. 18 янв.
- Почеламут-влак // Ончыко. 2001. № 7. 156–160 лашт.
- Почеламут-влак // Ончыко. 2005. № 9. 45-47 лашт., 81–85 лашт.
- Почеламут-влак // Кугарня. 2006. 7 июль.
- Почеламут-влак // Кугарня. 2007. 20 апр.
- Почеламут-влак // У сем. 2008. №4. 121 лашт.
- Почеламут-влак // Марий Эл. 2010. – 23 янв. – 7 лашт.
- Почеламут-влак // Ончыко. 2011 № 5–6. 178-181 лашт.
- Почеламут-влак // Морко мланде. 2014. 19 сент. – 4 лашт.
- Почеламут-влак // Ончыко. 2015. № 10. 4–7 лашт.
- Пӧртыл угыч, ӱнарем: ойлымаш // Ончыко. 2016. № 2. 141–143 лашт.

## Переклад творів на інші мови

### Переклади на естонську мову
- Йӧратем ман шоно; Чон юалгымаш: стихи / пер. А. Валтона // Kuum ӧӧ. Таллин, 2005. 666-671 лашт.
- Helluses tulen (Ныжыл лийын толам); Tӓnu (Улметлан тау); Mustlane (Чыган ӱдыр); Alati koos (Эре пеленет); Jӓid kaldale (Сер воктене кодчыч); Helesinine sild (Ош каваште кӱвар); Kibuvitы (Локама); Vennale (Шокталте, шольым); V. Kolembile (Валентин Колумб шумлык) // Ныжыл лийын толам. Йошкар-Ола, 2008.

### Переклади на російську мову
- Ожидая, живу; Волны плещутся о берег; Искупайся в моей волшебной воде; Расцвела невестой яблоня; Лесная осень; Жизнь покинуть не горюя; Искры малого огня; Ты тоже одинок; Две звезды грустят в небе // Ныжыл лийын толам. Йошкар-Ола, 2008.
- Вкус поцелуя; Охлаждение души; Спасибо, что ты есть / пер. Герм. Пирогова // Антология марийской поэзии в переводах Германа Пирогова. Т. II. Йошкар-Ола, 2011. С. 519-522.